# 東経90度海嶺

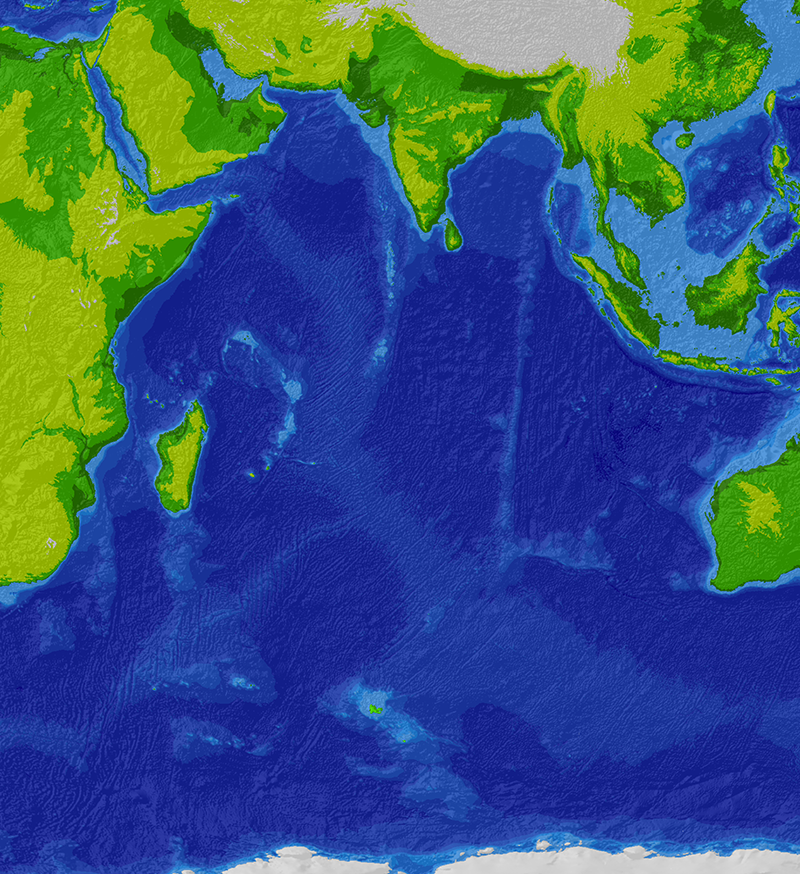
インド洋海底地形図、ベンガル湾から南に延びる東経90度海嶺

東経90度海嶺（とうけい90どかいれい、英: Ninetyeast Ridge）はインド洋の東経90度線に沿って長さ5千kmにわたり南北に直線状に連続する海山列である。南はインド洋南部から北はベンガル湾に達している。ハワイ諸島及び天皇海山群のように海嶺の年代が場所により連続的に変化しており、最北部で82百万年前、南で43百万年前を示す。岩石は主としてソレアイト質玄武岩で、ホットスポットで形成されたと考えられるが、インドプレートとオーストラリアプレートにまたがって伸びる。ケルゲレン海台とラジュマハル・トラップの調査からケルゲレン・ホットスポットによる洪水玄武岩の噴出が、インド亜大陸の北上と共に2つに分かれたものの片方であると推定されている。